# Installation de récupération de chaleur
Pour les articles homonymes, voir Installation.
Une installation de récupération de chaleur est un ensemble cohérent d'appareils de récupération de chaleur à destination de la récupération de chaleur dans le bâtiment. Elle peut se situer dans un bâtiment ou un ensemble de bâtiments à usage d'habitation, industriel, commercial, ou de bureaux.
Une installation de récupération de chaleur peut mettre en œuvre différents systèmes de récupération de chaleur.
Dans le cadre du protocole de Kyoto, une installation de refroidissement doit répondre à un nombre croissant d'exigences.